# Crataegus ×aberrans
Crataegus ×aberrans, umjetni hibrid iz roda glogova (Crataegus); formula mu je C. ambigua × C. wattiana.

## Sinonimi
- Crataegus rubrinervis var. aberrans Lange